# Familia Anselmi (Venecia)
La familia Anselmi es una familia patricia de Venecia, que por largo tiempo estuvo ausente de la llamada ciudad de dogos o ciudad ducal, pero que a su retorno, se integró en el Maggior Consiglio por mérito propio, durante la conspiración de Bajamonte Tiepolo en contra de Pietro Gradenigo. 
Esta familia se extinguió el 25 de noviembre de 1519, con la muerte del senador Giacomo, hijo de Bortolo, nieto de Zuane.